# El baile de la desesperación
El baile de la desesperación es el quinto álbum de estudio de la banda de Granada 091. Fue publicado en el año 1991 a través del sello discográfico Zafiro, y fue producido por Juan Miguel Cobos.
Tras la salida definitiva del bajista Antonio Arias para formar la banda Lagartija Nick, el grupo quedó como trío con José Antonio García (voz y armónica), José Ignacio Lapido (guitarra y compositor) y Tacho González (batería), contando con Francisco Cabello como bajista para sustituir a Antonio Arias, y con colaboraciones como Pablo Salinas con los teclados, Eric Franklin con la percusión, José Antonio Romero con la guitarra y Chris Wilson de The Flamin Groovies también con la guitarra.
Como sencillos de este álbum se publicaron "La Vida Qué Mala Es", "Corazón Malherido" y "La Canción Del Espantapájaros". La primera de esas tres canciones fue la que más les acercó al gran público y a ser un superventas.

## Lista de canciones
1. "La Vida Qué Mala Es"
2. "Este Es Nuestro Tiempo"
3. "San Martín"
4. "Corazón Malherido"
5. "La Canción Del Espantapájaros"
6. "Espejismo Nº7"
7. "El Baile De La Desesperación"
8. "El Lado Oscuro De Las Cosas"
9. "Un Camino Equivocado"
10. "Un Día Cualquiera"
11. "Atrás"

## Personal

### Formación
- José Antonio García - Cantante y armónica
- José Ignacio Lapido - Guitarra
- Tacho González - Batería
- Francisco Cabello - Bajo.

### Colaboradores
- Pablo Salinas - Teclados
- Eric Franklin - Percusión
- José Antonio Romero - Guitarra.
- Chris Wilson - Guitarra.